# Степанов Петро Степанович
Степанов Петро Степанович — народний депутат УРСР 13 скликання.
Народився 10 жовтня 1937 (с. Асхва, Канашський район, Чувашія); чуваш; одружений; має сина.
Член СЖУ (з 1989).

### Освіта
Луганський машинобудівний інститут, економіст. 
Луганський педагогічний інститут, історичний факультет, викладач історії та суспільствознавства.Луганський машинобудівний інститут, економічний факультет.

### Кар'єра
- З 1956 — працював на будівництві шахт, робітником внутрішньошахтового транспорту, робітником очисного забою в Донбасі.
- З 1961 — токар, інженер-технолог, старший майстер, старший інженер, начальник бюро відділу кадрів ВО «Луганськтепловоз».

Народний депутат України з квітня 1994 (2-й тур) до квітня 1998, Ватутінський виборчий округ № 236, Луганська область, висунутий виборцями. 
Голова підкомітету у справах інвалідів Комітету з питань соціальної політики та праці. Член департаменту фракції комуністів; член КПУ. На час виборів: ВО «Луганськтепловоз», начальник бюро відділу кадрів.
Березень 1998 — кандидат у народні депутати України, виборчий округ №104, Луганська область. З'явилося 60,3 %, "за" 2,2 %, 13 місце з 22 претендентів. На час виборів: народний депутат України.

### Звання
Заслужений машинобудівник України (12.1996).

## Джерело
- Довідка